# Наполеон Гілл
Наполеон Гілл (англ. Oliver Napoleon Hill; 26 жовтня 1883 — 8 листопада 1970) — американський журналіст і автор книг з мотивації та саморозвитку. Однією з найвідоміших книг автора є «Думай і багатій». За словами офіційних біографів Гілла, за п'ятдесят років після виходу «Думай і багатій» її загальний тираж склав 20 млн примірників, проте є свідчення, що ця цифра була значно меншою.

## Біографія
Наполеон Гілл народився на південному заході штату Вірджинія в США, у гористій місцевості. Його дідусь за походженням англієць, що переїхав до США у 1847 році. Батько працював дантистом, опанувавши це ремесло самостійно. Мати Гілла померла, коли хлопчику було 9 років; через 2 роки батько одружився вдруге. Мачуха опікувалась Гіллом — віддала до школи, купила першу друкарську машинку, на якій він писав статті до місцевих газет.
У 19 років Гілл став начальником вугільної шахти, отримавши посаду у винагороду за те, що «зам'яв» справу з вбивством на шахті, яке трапилось, поки директор був у від'їзді. Згодом Bob Taylor's Magazine взяли Гілла до себе журналістом-інтерв'юером. Офіційні біографи пишуть, що під час журналістської роботи Гілл був схильний до вимислів: коли новин бракувало, він просто їх вигадував.
Протягом життя Наполеон Гілл отримав численні звинувачення у шахрайстві, зокрема двічі — в розкраданні благодійної допомоги. Переховуючись від влади, Гілл часто переїжджав зі штату в штат. Щоб стати менш помітним, він почав використовувати друге ім'я (Наполеон) замість першого (Олівер). Зокрема, Chicago Daily Tribune у 1918 році повідомляла про видачу двох ордерів на арешт Наполеона Гілла за звинуваченням у шахрайстві з акціями його власної рекламної школи. Попри те, що все майно школи оцінювалося лише в 1200 доларів, Гілл намагався продати акції на суму 100 000 доларів і підвищити їхню номінальну вартість до 500 000 доларів. Реклама обіцяла учням шлях «від бідності до 10 000 доларів на рік», що сьогодні еквівалентно понад 300 000 доларів на рік, проте учні, які купили акції, зазнали лише фінансових втрат.
За словами Гілла, він провів дослідження успіху на пропозицію Ендрю Карнегі, з яким познайомився у 1908 році. Однак, як стверджують біографи сім’ї Карнегі, жодних доказів такої зустрічі вони не знайшли. Матеріалів, які б доводили існування такого дослідження також не існує.
Також Гілл заявляв, що був радником двох президентів США — Вудро Вільсона та Теодора Рузвельта, але в архівах Білого дому нема жодних згадок про такого радника.